# David Puderbaugh
David John Puderbaugh (* 1972 in Iowa) ist ein US-amerikanischer Chorleiter, Musikpädagoge und -wissenschaftler.
Puderbaugh studierte Musikerziehung an der Drake University in Des Moines, Iowa, Chorleitung an der University of Missouri-Columbia sowie Chorleitung und -pädagogik an der University of Iowa. Zu seinen Lehrern zählten Timothy Stalter, David Rayl  und Aimee Beckmann-Collier. Er ist Professor für Chorliteratur und Chorleitung sowie stellvertretender Chordirektor an der University of Iowa und leitet die Chamber Singers of Iowa City, mit denen er große Chorwerke der Klassik und Romantik aufführte.
Sein Interesse für estnische Chormusik führte ihn Ende der 1980er Jahre in das Land, wo er Zeuge der Singenden Revolution wurde. Später wirkte er als musikalischer Berater an einem Film der Sky Films Incorporated über dieses Ereignis (The Singing Revolution, 2008) mit. In Estland leitete er mehrere Uraufführungen von Werken zeitgenössischer estnischer Komponisten beim Festival Eesti Muusika Päevad, die im Rundfunk und Fernsehen übertragen wurden.
Auch in den Vereinigten Staaten veröffentlichte Puderbaugh Kompositionen wenig bekannter estnischer Komponisten und brachte sie zur Aufführung. Daneben tritt er auch als Tenorsolist auf und ist als Musikkritiker (u. a. schreibt er die Kolumne Recorded Sound Reviews für das Choral Journal) aktiv. Er ist u. a. Mitglied der National Collegiate Choral Organization, der College Music Society und der Association for the Advancement of Baltic Studies.